# Josep Sala Llorens
Josep Sala Llorens (Barcelona, 13 de noviembre de 1928-Altafulla, Tarragona, 25 de junio de 2010) fue un pintor y diseñador gráfico. Cursó estudios técnicos en la Escuela Industrial y en la Escuela de Artes y Oficios (Llotja), ambas en Barcelona.

## Biografía
En 1950 expone por primera vez en la Galería Jardín con éxito. Seguidamente, participa en una exposición colectiva de acuarelas en la Sala Busquets. 
A partir de 1953 empieza a trabajar como diseñador gráfico, ámbito en el que alcanzó numerosos premios. En 1960 creó el borreguito de la marca Norit, convirtiéndose en uno de los precursores del diseño gráfico en nuestro país.
Después de dedicarse, durante veinticinco años, al mundo de la publicidad decide abandonar este campo para centrarse de nuevo en la pintura. Se establece en la localidad tarraconense de Altafulla convirtiendo a esta población y sus alrededores en protagonistas de muchos de sus lienzos. Si bien sus primeros cuadros llevaban la firma Sala Llorens, a partir de este momento firmará como Josep Sala.
Su pintura, casi exclusivamente dedicada al paisaje, se caracteriza por la originalidad del encuadre, un dominio absoluto del dibujo que, unido al uso de una paleta cromática muy reducida, consigue dotar a su obra de un carácter muy definido. 
Durante sus últimos años su obra evoluciona hacia la abstracción tomando el color protagonismo sobre el dibujo.
Sus lienzos han sido exhibidos en España y en el extranjero. En 1993 la Consejería de Cultura de la Generalidad de Cataluña le dedicó una exposición antológica.